# Guerra Civil libanesa
La Guerra civil libanesa fou un conflicte multipartit al Líban que s'expandí entre 1975 i 1990 amb un resultat d'entre 120.000 i 150.000 morts i un milió de desplaçats. Hi participaren diferents faccions cristianes, musulmanes i seculars i estigué també marcat per intervencions de Síria i Israel.
El conflicte enfrontà inicialment el Moviment Nacional Libanès i el Front Libanès. El MNL fou un front de partits i organitzacions esquerranes, nacionalistes sirianes, panarabistes i musulmanes en actiu durant els primers anys de la guerra civil libanesa, que va donar suport a l'Organització d'Alliberament de Palestina (OAP). Estava encapçalat per Kamal Jumblatt, un important líder drus del Partit Socialista Progressista (PSP). El vicepresident va ser Inaam Raad, líder del Partit Socialista Social Sirià i Assem Qanso del partit socialista àrab Ba'ath Liban pro-sirià. El secretari general del MNL va ser Mohsen Ibrahim, líder de l'Organització d'Acció Comunista al Líban (OCAL). El Front libanès comprenia la Falange, el Partit Nacional Liberal i altres forces dretanes, majoritàriament cristianes; així com algunes parts del govern central dominat pels cristians maronites.
Les disputes entre les forces maronites i les palestines (principalment de l'Organització d'Alliberament de Palestina) van començar el 1975, aleshores els grups d'esquerra, panarabistes i musulmans libanesos van formar una aliança amb els palestins. Durant el transcurs dels combats, les aliances es van canviar de manera ràpida i imprevisible. A més, potències estrangeres, com Israel i Síria, es van implicar en la guerra i van lluitar al costat de diferents faccions. Hi intervingueren també forces internacionals de manteniment de la pau, com la Força Multinacional al Líban i la UNIFIL, també estacionades al Líban.
El conflicte entre el Líban i Israel es remunta a la dècada de 1970 i ha donat lloc a nombroses i sagnants incursions militars israelianes contra grups armats palestins i Hesbol·là. La Guerra del Líban de 1982, denominada per Israel «Operació Pau per Galilea» i també de vegades coneguda com a Primera Guerra del Líban, va ser un conflicte armat dins aquesta guerra, que va començar el 6 de juny de 1982 quan l'Exèrcit d'Israel va envair el sud del Líban amb l'objectiu d'expulsar l'OAP d'aquest país. El Govern d'Israel va ordenar la invasió com a resposta a l'intent d'assassinat de l'ambaixador israelià al Regne Unit, Shlomo Argov, per part del grup d'Abu Nidal.

## La guerra civil
Les disputes entre les forces maronites i les palestines (principalment de l'Organització d'Alliberament de Palestina) van començar el 1975, aleshores els grups d'esquerra, panarabistes i musulmans libanesos van formar el Moviment Nacional Libanès (MNL) amb els palestins.
Durant la primavera de 1975, els enfrontaments menors s'havien anat acumulant fins a un conflicte total, amb el MNL enfrontat a les Falanges Libaneses, i el govern nacional cada cop més feble vacil·lant entre la necessitat de mantenir l'ordre i atendre els seus electors. El matí del 13 d'abril de 1975, homes armats no identificats en un cotxe a tota velocitat van disparar contra una església Maronita al suburbi cristià de Beirut Est d'Ain el-Rummaneh, intentant assassinar Pierre Gemayel i matant quatre persones, entre elles dos falangistes maronites. Hores més tard, falangistes liderats per Baixir Gemayel van matar 26 milicians del Front Popular per a l'Alliberament de Palestina que viatjaven per Ain el-Rummaneh, i en resposta a aquesta massacre del bus van esclatar enfrontaments a tota la ciutat. La batalla dels Hotels va començar a l'octubre de 1975 i va durar fins al març de 1976.
Durant el transcurs dels combats, les aliances es van canviar de manera ràpida i imprevisible. A més, potències estrangeres, com Israel i Síria, es van implicar en la guerra i van lluitar al costat de diferents faccions. Hi intervingueren també forces internacionals de manteniment de la pau, com la Força Multinacional del Líban i la UNIFIL, també estacionades al Líban. El gener de 1976, Síria va proposar restaurar els límits anteriors a la guerra civil sobre la presència de la guerrilla palestina al Líban. Aquesta proposta va ser ben acollida pels maronites però rebutjada per la guerrilla palestina. A l'octubre de 1976, durant una reunió de la Lliga Àrab, Hafez al-Àssad va acceptar un alto el foc, i la Lliga va decidir expandir una petita força àrab de manteniment de la pau a una més gran Força Àrab de Dissuasió, composta principalment per tropes sirianes, legitimant així la intervenció siriana amb el suport financer de la Lliga Àrab. Durant tota l'ocupació, el règim d'Assad va promoure la idea de la "Gran Síria", prenent mesures per integrar el Líban a Síria.

### Operació Litani
El 1978, Israel va ocupar part del territori libanès en l'Operació Litani, assentant-se en una franja situada al sud del riu del mateix nom. Més de 1.000 civils van morir en la contesa. Aquest mateix any, el Consell de Seguretat de l'ONU va aprovar sengles resolucions en què instava Israel a abandonar els territoris ocupats i creava una força provisional internacional per tal de confirmar aquesta retirada i garantir el restabliment de la pau. Al juny de 1978, les forces israelianes es van retirar del Líban, exceptuant el que Tel-Aviv va denominar "zona de seguretat". En aquesta regió, els israelians han comptat amb l'ajuda d'una milícia cristiana libanesa, l'Exèrcit del Sud del Líban (ESL), a qui proporcionen instrucció militar i ajuda econòmica.

### Guerra del Líban de 1982
Des de 1981, els combats al sud del Líban han involucrat a Hesbol·là i les forces israelianes i de l'ESL. L'exèrcit israelià es dirigí cap al nord per tal d'envoltar la capital, Beirut. Després d'un perllongat setge de la ciutat, la lluita va acabar amb un acord negociat per Estats Units entre les parts el 21 d'agost de 1982, que permetia l'evacuació segura dels combatents palestins de la ciutat sota la supervisió de les nacions occidentals i garantia la protecció dels refugiats i els civils residents en els campaments de refugiats. L'operació militar va rebre el nom de Pau per a Galilea.
Durant l'ocupació israeliana de Beirut, es va permetre l'entrada de milícies cristià-falangistes libaneses a la zona oest de la ciutat, on es trobaven dos camps de refugiats. El 16 de setembre, aquestes milícies van entrar als camps i van iniciar l'execució d'uns 1.000 refugiats palestins a la ciutat (vegeu ).
La Força Multinacional al Líban arriba a Beirut el 1982 en plena invasió israeliana i fan front a un clima hostil.  Després de l'assassinat d'Amine Gemayel el setembre de 1982, la posició d'Israel a Beirut es va fer insostenible i la signatura d'un tractat de pau es va fer cada cop més improbable. Hi va haver indignació pel paper de les FDI en la Matança de Sabra i Xatila, provocar la desil·lusió pública israeliana amb la guerra. Les FDI es van retirar de Beirut i van acabar les seves operacions el 29 de setembre de 1982.
L'abril 1983, un atemptat contra l'ambaixada americana mata 63 persones i deixa 100 ferits. L'Acord del 17 de maig, que mai no entrarà en vigor va posar fi a l'estat de guerra entre Israel i el Líban i va preveure la retirada d'Israel del país. El 25 de juliol de 1983, després de l'assassinat de set soldats israelians, Tel-Aviv va posar en marxa l'operació Rendició de Comptes (la Guerra dels Set Dies des de l'òptica àrab), en la qual el sud del país va patir l'ofensiva militar. Els combats van acabar en arribar les parts contendents, amb la mediació dels Estats Units, a un acord pel qual s'estipulava que els combatents de Hesbol·là no atacarien el nord d'Israel i que els israelians no atacarien a persones o blancs civils al Líban. Enmig de l'augment de les víctimes dels atacs de la guerrilla, les FDI es van retirar al sud del riu Awali el 3 de setembre de 1983.
El 23 d'octubre de 1983, atemptats suïcides causen la mort de 241 marines i 58 militars francesos. Aquests atemptats són reivindicats per una misteriosa organització xiïta, l'Organització del Gihad Islàmic. El cap de l'OAP, Iàssir Arafat, torna al Líban amb un petit grup de combatents, i s'embranca en enfrontaments contra els libanesos amb el suport de Síria, però se n'ha d'anar del Líban el desembre de 1983.
Tota la zona compresa entre el riu Awali i la frontera va seguir ocupada fins a 1985, quan van retrocedir novament a la 'zona de seguretat'. Les forces de Tel-Aviv van ser assetjades durant aquest període per multitud de grups armats libanesos, entre els quals destaquen els sorgits de la comunitat xiïta, la més nombrosa del sud del Líban. Entre ells ocupa un lloc preferent l'organització Hesbol·là, fundada el 1982. De febrer a abril de 1985, l'exèrcit israelià va emprendre una retirada gradual a la seva "zona de seguretat del sud del Líban" al llarg de la frontera. L'ocupació israeliana va veure l'aparició de Hezbollah, un grup islamista xiïta recolzat per l'Iran. Va fer una guerra de guerrilles contra l'ocupació israeliana fins a la retirada definitiva de les FDI del Líban l'any 2000. A Israel, la invasió de 1982 també es coneix com la Primera Guerra del Líban.

### Governs enfrontats d'Aoun i al-Huss
El setembre de 1988, el llavors president Amine Gemayel, just abans d'expirar el seu mandat va nomenar Aoun al capdavant d'un govern militar que liderés el país, deposant Salim al-Huss, qui amb el suport de Síria i els seus aliats locals va declarar invàlid el seu acomiadament. Van sorgir dos governs, un civil i principalment musulmà a Beirut occidental, encapçalat per Hoss i l'altre, militar i cristià, a Beirut oriental, liderat per Michel Aoun. Aoun va declarar la Guerra d'Alliberament contra les forces de l'exèrcit sirià el 14 de març de 1989, es va oposar a l'Acord de Taif que no donava un termini per a la retirada de les tropes sirianes, es va negar a reconèixer els presidents recentment elegits René Moawad i Elias Hrawi, es va enfrontar amb les Forces libaneses dirigides per Samir Geagea i va sobreviure a un intent d'assassinat el 12 d'octubre de 1990.

### El final de la guerra
El 13 d'octubre de 1990, les forces sirianes van llançar una operació decisiva contra Aoun, envaint els seus reductes, inclòs el Palau Presidencial de Baabda i matant centenars de soldats i civils libanesos. Aoun va fugir a l'ambaixada francesa a Beirut on va declarar la seva rendició i més tard se li va concedir asil a França on va viure a l'exili durant 15 anys. Les relacions entre les diferents milícies libaneses s'han caracteritzat sovint per la rivalitat, el que ha provocat diversos enfrontaments armats. La Lliga Àrab va posar fi a aquests atacs amb la signatura de l'Acord de Taif en 1989. Per la seva banda, el Govern libanès va decretar el desarmament de tots els grups armats del país, amb excepció de Hesbol·là, que va desmantellar la seva estructura a Beirut, però la va mantenir al sud del Líban per continuar el seu conflicte amb Israel. No obstant això, aquest acord no va acabar amb els combats, traslladats a la zona de seguretat i al nord d'Israel.
L'11 d'abril de 1996, després dels assassinats de diversos israelians a la frontera nord del país, Israel va emprendre l'Operació Raïm de la Ira que es va perllongar per espai de 17 dies i que va suposar la represa dels atacs contra Hesbol·là per primera vegada des de 1982. Més de 300.000 libanesos i 30.000 israelians es van veure obligats a fugir de les seves llars per no morir en la contesa. Les baixes civils van ser, no obstant això, molt importants. Les hostilitats van acabar amb un nou acord, amb disposicions relatives a la protecció dels civils. Per supervisar la seva aplicació es va crear un Grup de Vigilància format pels Estats Units, França, Síria, el Líban i Israel.
Des de llavors, el clima de tensió i desavinença ha estat constant a la zona. Tant Israel com el Líban contribueixen a alimentar-lo amb incursions ocasionals en territori enemic i vetllades amenaces contra la integritat del país contendent.

## Al cinema
La matança de Sabra i Shatila ha estat reflectida pel director Ari Folman és el seu documental animat "Vals Im Bashir" de 2008, on en primera persona explora els seus records com a soldat en aquella guerra. També es refereix aquest conflicte bèl·lic en el llargmetratge "Lebanon" de 2009, del director Samuel Moaz.